# Erwin Sietas
Erwin Sietas (Hamburgo, Alemania, 24 de julio de 1910-ídem, 20 de julio de 1989) fue un nadador alemán especializado en pruebas de estilo braza, donde consiguió ser subcampeón olímpico en 1936 en los 200 metros.

## Carrera deportiva
En los Juegos Olímpicos de Berlín 1936 ganó la medalla de plata en los 200 metros braza, tras el japonés Tetsuo Hamuro y por delante de otro nadador japonés Reizo Koike.
Y en el campeonato europeo de París de 1931 ganó el bronce, en Magdeburgo 1934 la medalla de oro, y Londres 1938 la medalla de plata, en las tres ocasiones en la prueba de 200 metros braza.